# Wahlen in Belgisch-Kongo 1960
Allgemeine Wahlen im Belgischen Kongo wurden am 22. Mai 1960 abgehalten, um eine Regierung für die Zeit der Unabhängigkeit des Landes zu erstellen, welche für den 30. Juni geplant war.
Die Abgeordnetenkammer mit 137 Sitzen war von Männern über 21 Jahren gewählt worden. Die Sitze waren von Distrikt-basierten Listen zu füllen, obwohl nur zwei Parteien, die Parti National du Progrès und die Mouvement National Congolais-Lumumba (MNC-L), Listen für mehr als einen Viertel einreichten.
Die MNC-L unter der Leitung von Patrice Lumumba hatte die meisten Sitze gewonnen, und Lumumba war durch die Nationalversammlung zum Ministerpräsidenten gewählt worden, nach der nach Bildung einer Koalition mit der Parti Solidaire Africain, der Centre de Regroupment Africain und einigen andere Parteien.
Nach der Wahl wurde der Senat der Demokratischen Republik Kongo von Mitgliedern der Distriktversammlungen gewählt, und die zwei Kammern wählten danach gemeinsam den Präsidenten der Demokratischen Republik Kongo, in diesem Fall wurde es Joseph Kasavubu von der ABAKO.

## Ergebnisse
| Partei                                     | Anteil  | Sitze |
| ------------------------------------------ | ------- | ----- |
| Mouvement National Congolais-Lumumba       | 24,08 % | 33    |
| Parti National du Progrès                  | 16,06 % | 22    |
| Parti Solidaire Africain                   | 9,49 %  | 13    |
| ABAKO                                      | 8,76 %  | 12    |
| Centre de Regroupement Africain            | 7,3 %   | 10    |
| CONAKAT                                    | 5,84 %  | 8     |
| Mouvement National Congolais-Kalonji       | 5,84 %  | 8     |
| Association Générale des Baluba du Katanga | 4,38 %  | 6     |
| Andere                                     | 18,25 % | 25    |
| Gesamt                                     | 100 %   | 137   |
| Quelle:                                    |         |       |